# Gran Bertha (vaca)
Big Bertha (17 de marzo de 1945 - 31 de diciembre de 1993) fue una vaca incluida en el libro de los Récords mundiales Guiness por ser la vaca más longeva registrada, muriendo tres meses antes de cumplir 49 años. La vaca también tenía el récord de tener la mayor cantidad de crías en toda su existencia, habiendo parido 39 terneros. Durante su vida contribuyó a recaudar más de 75 000 dólares para la investigación del cáncer y para otras organizaciones benéficas.

## Vida
Big Bertha nació en Irlanda el 17 de marzo de 1945, día de San Patricio. Su raza se ha determinado como Droimeann (un ganado nativo de las razas irlandeses), o Holstein. Fue comprada en una feria de ganado por el agricultor Jerome O'Leary y vivió en su granja cerca de la zona del mercado de Kenmare, en el condado de Kerry, en el suroeste de Irlanda.
Big Bertha ganó dos Récords mundiales Guiness: por ser la vaca más longeva registrada, y por haber tenido más crías en toda su vida, al parir 39 crías. Sin embargo, antes de 2006, las categorías se habían retirado del Libro Guinness de los Récords.
Debido a su condición de romper el récord mundial, Big Bertha se convirtió en una celebridad local. Sus apariciones en ferias de ganado ayudaron a recaudar $ 75 000 dólares para la investigación del cáncer y otras organizaciones benéficas, y lideraba los desfiles del día de San Patricio en Sneem para ayudar con la recaudación de fondos. Antes de sus apariciones en los ruidosos desfiles, O'Leary le daba a la vaca whisky para calmar sus nervios. Después de su muerte en la víspera de Año Nuevo de 1993, una vigilia se llevó a cabo en su honor en un pub, Blackwater Tavern, en Raycoslough, Blackwater, en el condado de Kerry. A la muerte de Big Bertha, O'Leary todavía poseía varias de sus crías en su rebaño, la mayor de las cuales tenía 35 años.
Después de su muerte, Big Bertha fue sometida a un proceso de taxidermia, y ahora reside en una granja en Beaufort, en el condado de Kerry.